# Podarcis sicula
La lagartija italiana (Podarcis sicula) es una especie  de reptil escamoso  de la familia Lacertidae. Vive en Bosnia, Croacia, Francia, Italia, Serbia y Montenegro, Eslovenia y Suiza, y ha sido introducida en la península ibérica, islas Baleares, Turquía y Estados Unidos.